# لين جيان هوي
لين جيان هوي هو مغني ماليزي، ولد في 11 أغسطس 1982.

## وصلات خارجية
- الموقع الرسمي